# Av norrøn ætt
Av norrøn ætt (în românește De origine nordică) este cel de-al doilea album de studio al formației Helheim. E interesant de menționat faptul că în 1998 (sau 1999?) acest album a fost relansat de casa de discuri românească Bestial Records pe casetă audio.
În 2006 și 2011 a fost relansat de casa de discuri Dark Essence Records.

## Lista pieselor
1. "En forgangen tid" (O eră apusă) - 02:54
2. "Vinterdøden" (Moarte hibernală) - 10:18
3. "Fra Ginnunga-gap til evig tid" (De la Ginnungagap la eternitate) - 06:50
4. "Mørk, evig vinter" (Întunecată, eternă iarnă) - 09:25
5. "Åpenbaringens natt" (Noaptea revelației) - 07:24
6. "De eteriske åndevesenes skumringsdans" (Dansul crepuscular al spiritelor diafane) - 08:45
7. "Av norrøn ætt" (De origine nordică) - 09:34

## Personal
- V'gandr - vocal, chitară bas
- H'grimnir - vocal, chitară
- Hrymr - baterie, sintetizator
- Belinda - vocal (sesiune)